# Волянув (Мазовецьке воєводство)
Волянув (пол. Wolanów) — село в Польщі, у гміні Волянув Радомського повіту Мазовецького воєводства.
Населення — 1123 особи (2011).
У 1975-1998 роках село належало до Радомського воєводства.

## Демографія
Демографічна структура станом на 31 березня 2011 року:
|          | Загалом | Допрацездатний вік | Працездатний вік | Постпрацездатний вік |
| -------- | ------- | ------------------ | ---------------- | -------------------- |
| Чоловіки | 583     | 132                | 403              | 48                   |
| Жінки    | 540     | 121                | 336              | 83                   |
| Разом    | 1123    | 253                | 739              | 131                  |